# Hyūga (cuirassé)
Pour les articles homonymes, voir Hyūga (homonymie).
Le Hyūga (日向), nommé d'après la province de Hyūga à Kyūshū, était un cuirassé dreadnought de classe Ise en service dans la Marine impériale japonaise. Sa quille fut posée le 16 mai 1915 par la société Mitsubishi, il fut lancé le 27 janvier 1917 et mis en service le 30 avril 1918. Initialement conçu comme un sister-ship de la classe Fusō, le cuirassé subit diverses modifications pour justifier d'une classification distincte. Le Hyūga subit deux refontes majeures entre 1926-1928 et 1934-1936.

## Conception et premières modifications
Construit au Japon, mais sur une conception encore fortement marquée par l'ingénierie britannique, il disposait du même armement que les navires de classe Fusō, mais ses pièces étaient réparties de manière à dégager plus d'espace. En 1926-1928, le mât avant fut amputé de sa partie haute et la partie basse se couvrit de passerelles et plates-formes. Il reçut des pistes pour avions, installées sur deux de ses tourelles. En 1934-1936, le Hyūga repassa, comme le Ise un an plus tard, en cale sèche pour d'importants travaux de modernisation assez semblables à ceux menés avec les deux Fusō. Ils en émergèrent plus longs, larges et lourds, plus rapides, avec des pièces à la portée augmentée et une artillerie antiaérienne importante. Son mât tripode avant avait cédé la place à une tour rigide, moins haute toutefois que celle du Fusō.

## Seconde Guerre mondiale
Au début de la guerre du Pacifique, le Hyūga est l'un des cuirassés de la Flotte combinée ancrée à Hashira-jima. Le 7 décembre 1941, il prend la mer pour les îles Bonin avec son sister-ship l'Ise, formant la troisième division, en compagnie du Nagato et de son sister-ship Mutsu, formant la première division, dans le cadre de l'opération Z (attaque de Pearl Harbor). Le groupe retourne dans la Flotte combinée ancrée à Hashira-jima le 12 décembre 1941, où il stationne jusqu'au raid du 4 mars 1942 contre une base japonaise sur l'île de Marcus (île Minamitori), à 1 200 milles (1 900 km) au large des côtes du Japon. À la suite du raid, commandé par le vice-amiral Halsey et la Task Force 16, les navires de la MIJ partent à la recherche des avions américains, sans résultats. En avril, Halsey stationne avec le porte-avions USS Hornet à 650 milles (1 050 km) des îles japonaises, pour lancer le 18 avril 1942 un raid sur Tokyo. Le 19 avril, 2 hydravions de reconnaissance Nakajima E8N sont catapultés, mais ne trouvent pas les porte-avions américains. L'escadre patrouille jusqu'à 600 milles au large du Japon, sans succès, puis fait demi-tour et arrive à Hashira-jima le 23 avril.
En mai 1942, lors d'un exercice d'artillerie avec le Nagato, le Mutsu et le Yamashiro, la culasse gauche de la tourelle no 5 du Hyūga explose, menaçant la soute à munitions, pouvant provoquer la perte du navire. Cinquante et un membres d'équipage meurent dans l'explosion ; ses deux magasins arrière sont rapidement inondés pour éviter une nouvelle explosion plus dévastatrice. Envoyé à l'arsenal naval de Kure, sa tourelle n'est pas remplacée. Une tôle circulaire en acier est soudée sur la barbette et quatre canons antiaériens à montage triple de 25 mm sont installés. Le 25 mai 1942, il reçoit également un prototype du radar type 21 et effectue des tests concluants de concert avec l'Ise.
Après la bataille de Midway, et les pertes terribles que subit la marine nippone, l'amirauté décide de le convertir en porte-avions hybride, moitié porte-avions et moitié cuirassé, en ajoutant un pont d’envol à l’arrière. Reconstruit à l'arsenal naval de Sasebo du  1er mai au 1er octobre 1943, il dispose sur toute la partie arrière, après la superstructure et les deux tourelles centrales, d'un vaste hangar blindé avec un ascenseur et plusieurs catapultes, capable de mettre en œuvre 8 bombardiers en piqué Yokosuka D4Y et 14 hydravions Aichi E16A. Les hydravions pouvaient également être hissés à bord avec une grue. Afin de gagner en stabilité et d'augmenter la vitesse, on supprima ses dernières pièces de 155 mm en barbettes, tandis que son artillerie AA passait à 57 pièces de 25 mm. Son déplacement à pleine charge redescendit à 38 000 tonnes et son autonomie diminua du fait de la présence de hangars à la place de citernes à mazout arrière. Son équipage se composait dorénavant de 1 463 hommes.
En octobre 1944, à la veille de la bataille de Leyte, il avait 104 canons de 25 mm en 52 affûts doubles, 6 lance-roquettes de 28 fusées chacune contre-avions, ses catapultes et ses avions enlevés. C'est dans cet état qu'il participe à la fameuse bataille du cap Engaño, en faisant partie de la  « flotte appât » commandée par le vice-amiral Ozawa, et destinée à attirer le gros des forces américaines, la Task Force 38 de l'amiral Halsey. Le 25 au soir, après cinq vagues d'assaut des avions américains, l'Ise et le Hyūga survivront à la faveur de la nuit, tout le reste de l'escadre d'Ozawa étant coulée ce jour même et les deux jours suivants.
En novembre 1944, les deux navires quittent le Japon pour Singapour et reviennent en février 1945, lors de l'opération Kita. Retranchés à Kure pour le reste de la guerre, l'Ise et le Hyūga furent attaqués et coulés en eaux peu profondes par des avions américains des porte-avions USS Essex, Ticonderoga, Randolph, Hancock, Bennington, Monterey et Bataan du 24 au 28 juillet 1945.
Il est rayé des listes de la Marine le 20 novembre 1945. Renfloué du 2 juillet 1946 au 4 juillet 1947, il est démoli sur le quai de Kure par la société Harima Zosen Yard.

## Galerie de photos

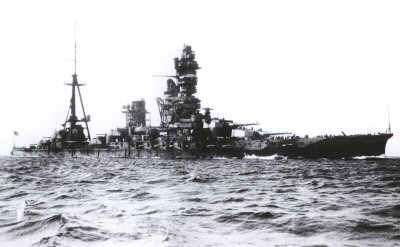
Le Hyūga dans les années 1920
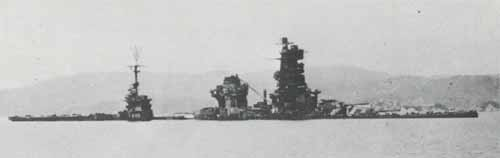
Le Hyūga coulé en eaux peu profondes, 1945
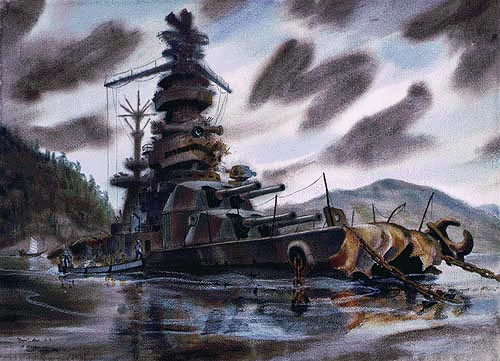
This was Hyuga de Standish Backus (en) (aquarelle, 1946)